# Katrin Dörre
Katrin Dörre (Leipzig, Sajonia, Alemania, 6 de octubre de 1961) es una atleta alemana retirada, especializada en la prueba de maratón, en la que llegó a ser medallista de bronce mundial en 1991.

## Carrera deportiva
En el Mundial de Tokio 1991 ganó la medalla de bronce en la maratón, recorriendo los 42,195 km en un tiempo de 2:30:10 segundos, llegando a la meta tras la polaca Wanda Panfil y la japonesa Sachiko Yamashita.